# Горбатенко, Раиса Ивановна
Раиса Ивановна Горбатенко (26 августа 1947, Новоукраинка, Новоукраинского района Кировоградской области УССР) — украинский музыкант, бандуристка, певица (сопрано). Заслуженная артистка Украинской ССР (1980). Народная артистка Украины (1999).

## Биография
В 1968 году окончила студию при Государственной капелле бандуристов Украинской ССР, в 1980 году — Киевскую консерваторию им. П. И. Чайковского по классу вокала под руководством профессора, народного артиста Украины Константина Огневого.
С 1980 года — Заслуженная артистка Украинской ССР.
Выступает в составе Трио бандуристок «Українка» с Л. О. Колос и Л. О. Криворотовой, в 1968—1974 годах — при капелле бандуристов УССР, с 1974 года — Киевской филармонии, бандуристка трио Национальной филармонии Украины.
В репертуаре Р. Горбатенко — украинские народные песни, произведения украинских композиторов, песни зарубежных стран. В составе трио гастролировала по стране и за рубежом. Выступала в Японии (1970), США (1978), Канаде (1978), Австрии (1971, 1987), Индии (1980), Греции (1979, 1991), Кипре (1981), Финляндии (1975), Германии (1989), Польше (1974), Нидерландах (1981), Дании (1982), Швеции (1983), Бельгии (1984), Италии (1988), Швейцарии (1986) и других странах.
В 1999 году Раисе Горбатенко присвоено почётное звание Народная артистка Украины.